# High School Musical 2 (album)
High School Musical 2 är soundtracket till filmen High School Musical 2.

## Låtlista
1. [What Time Is It?  (High School Musical 2 Cast)
2. Fabulous (Ashley Tisdale & Lucas Grabeel)
3. Work This Out (High School Musical 2 Cast)
4. You Are the Music in Me (Zac Efron & Vanessa Hudgens)
5. I Don't Dance (Corbin Bleu & Lucas Grabeel)
6. You Are the Music in Me (Sharpay Version) (Ashley Tisdale & Zac Efron)
7. Gotta Go My Own Way (Vanessa Hudgens & Zac Efron)
8. Bet on It (Zac Efron)
9. Everyday (Zac Efron & Vanessa Hudgens)
10. All for One (High School Musical 2 Cast)
11. Humuhumunukunukuapua'a (Bonus Track) (Ashley Tisdale & Lucas Grabeel)